# Baliangao
Baliangao (Bayan ng Baliangao) är en kommun i Filippinerna. Kommunen ligger på ön Mindanao, och tillhör provinsen Misamis Occidental. Folkmängden uppgår till 14 552 invånare.
Baliangao är indelat i 15 barangayer.